# 石油産業

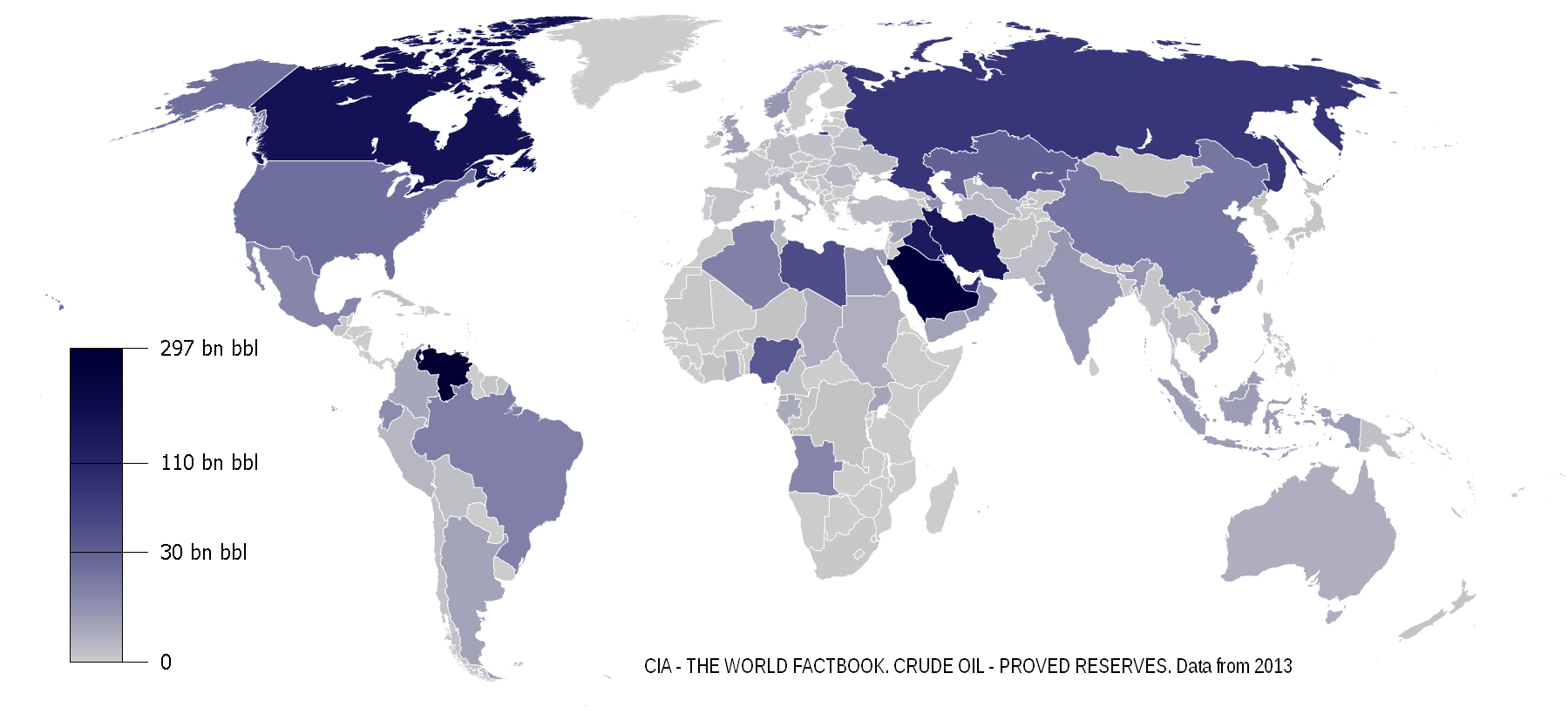
世界の石油埋蔵量、2013年。

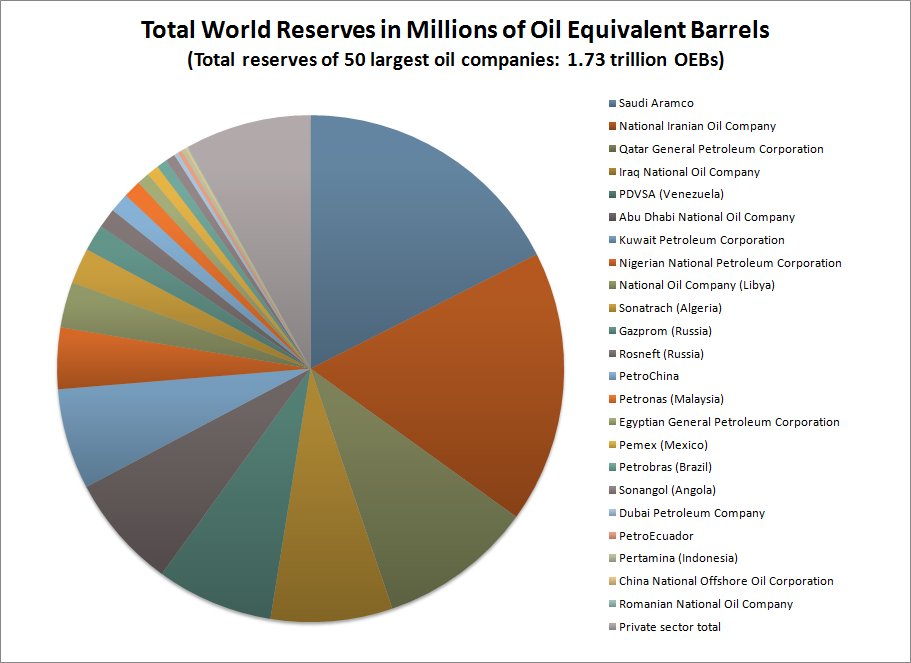
世界の石油会社上位50社の石油および天然ガス埋蔵量。非公開会社については一括している(中央上から左の灰色)。いわゆる「スーパーメジャー」が生産する石油は、世界の総供給量の15パーセント未満しか占めていない。世界の石油と天然ガスの埋蔵量の80％以上は、国営石油会社の管理下にある。世界最大の石油会社20社のうち、15社は国有企業である。

石油産業（せきゆさんぎょう。petroleum industry、oil industry、oil patch）は、石油製品の探査、採掘、精製、輸送（多くの場合、石油タンカーやパイプラインが使われる）、販売の世界的な展開が含まれる。量的に最大を占めるのは重油とガソリンである。石油は、医薬品、溶剤、肥料、農薬、合成香料、プラスチックなど、多くの石油化学製品（Petrochemical）の原料でもある。石油は法外な金銭的価値から「黒い黄金（ブラックゴールド）」として知られるようになった。石油産業は通常、上流（アップストリーム）、中流（ミッドストリーム）、下流（ダウンストリーム）の3つに大きく分けられる。上流には主に掘削と生産が含まれる。

## 概略
石油は多くの産業にとって必要不可欠であり、現在の産業文明を維持するために必要であり、多くの国にとって重大な関心事となっている。
依然として石油は世界のエネルギー消費の大きな部分を占めており、地域差はあるが、最も比率の低いヨーロッパとアジアでも32％、最も高い中東では53％を占める。その他の地域での比率は以下の通り。南アメリカおよび中央アメリカ（44％）、アフリカ（41％）、北アメリカ（40％）。
全世界では一年間で360億バレル（5.8km³）の石油を消費した 。依然、先進国が最大の消費者である。米国は2015年に生産された石油の18％を消費した。
生産、流通、精製、小売を含めた石油産業は、金額的には世界最大の産業である。
米国など各国政府は、石油会社に多額の補助金（Energy subsidy）を支出しており、石油の探査と採掘のほぼすべての段階において（油田の探査・掘削装備のリース費用などを含むや掘削装置の費用を含め）、大幅な課税軽減が行われている 。
近年、増進回収法、特に多段階掘削と水圧破砕法（フラッキング）が発達したことで、この重要かつ議論を呼びがちな新技術が石油産業の最前線に位置している。

## 歴史

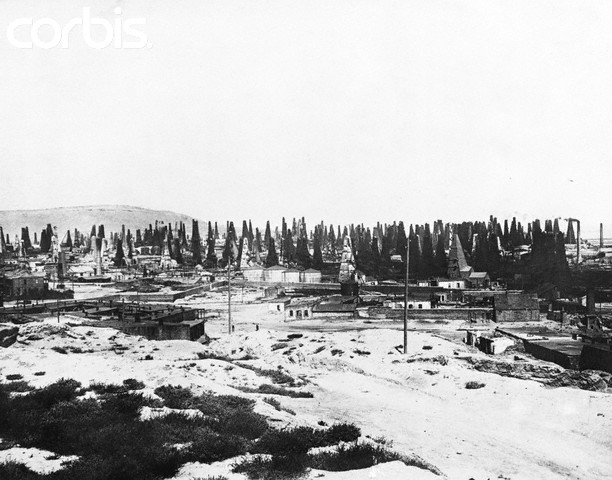
1926年、アゼルバイジャンのバクー油田

### 先史時代

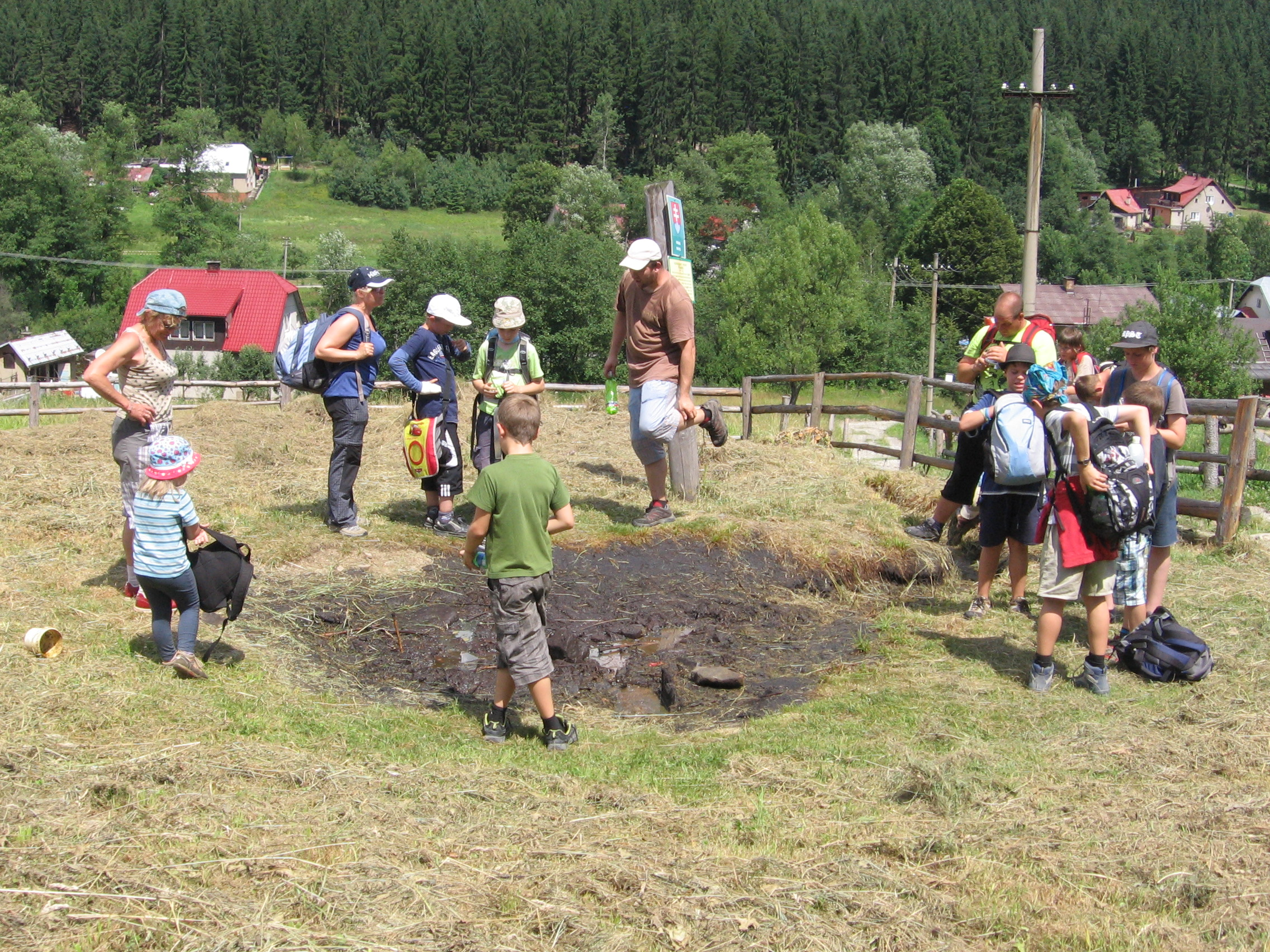
スロバキア、コルサ(Korňa)の天然石油泉。

石油は、岩層に見られる天然の液体である。これは、さまざまな分子量の炭化水素と他の有機化合物の複雑な混合物で構成されている。石油は、主に炭素を豊富に含む古代のプランクトンの残骸が、何億年にもわたって地球の地殻内の熱と圧力にさらされたことで形成されると一般に認められている。時間が経つにつれて、腐敗した残留物は泥とシルト（微砂）の層で覆われ、地殻中にさらに沈み、高温層と加圧層の間に保存され、徐々に石油貯留層に変化した。

### 初期の歴史
精製されていない状態の石油は、5000年以上にわたって人間によって利用されてきた。石油は一般に、人類史の初期から、火を燃やし続ける燃料として、また、戦争のために使用されてきた。
しかし歴史を振り返っても、世界経済にとっての石油の重要性はなかなか上がらなかった。
19世紀には鯨油が照明に使用され、20世紀になっても依然として木材や石炭が暖房や調理に使用されていた。産業革命はエネルギー需要を増大させたが、これは当初、主に石炭によって、そして鯨油を含む他の供給源から満たされていた。
原油から灯油を抽出して照明や暖房の燃料として利用できることが発見されたことで、石油の需要は大幅に増加し、20世紀初頭までに世界市場で取引される最大の商品になった。

### 近代史

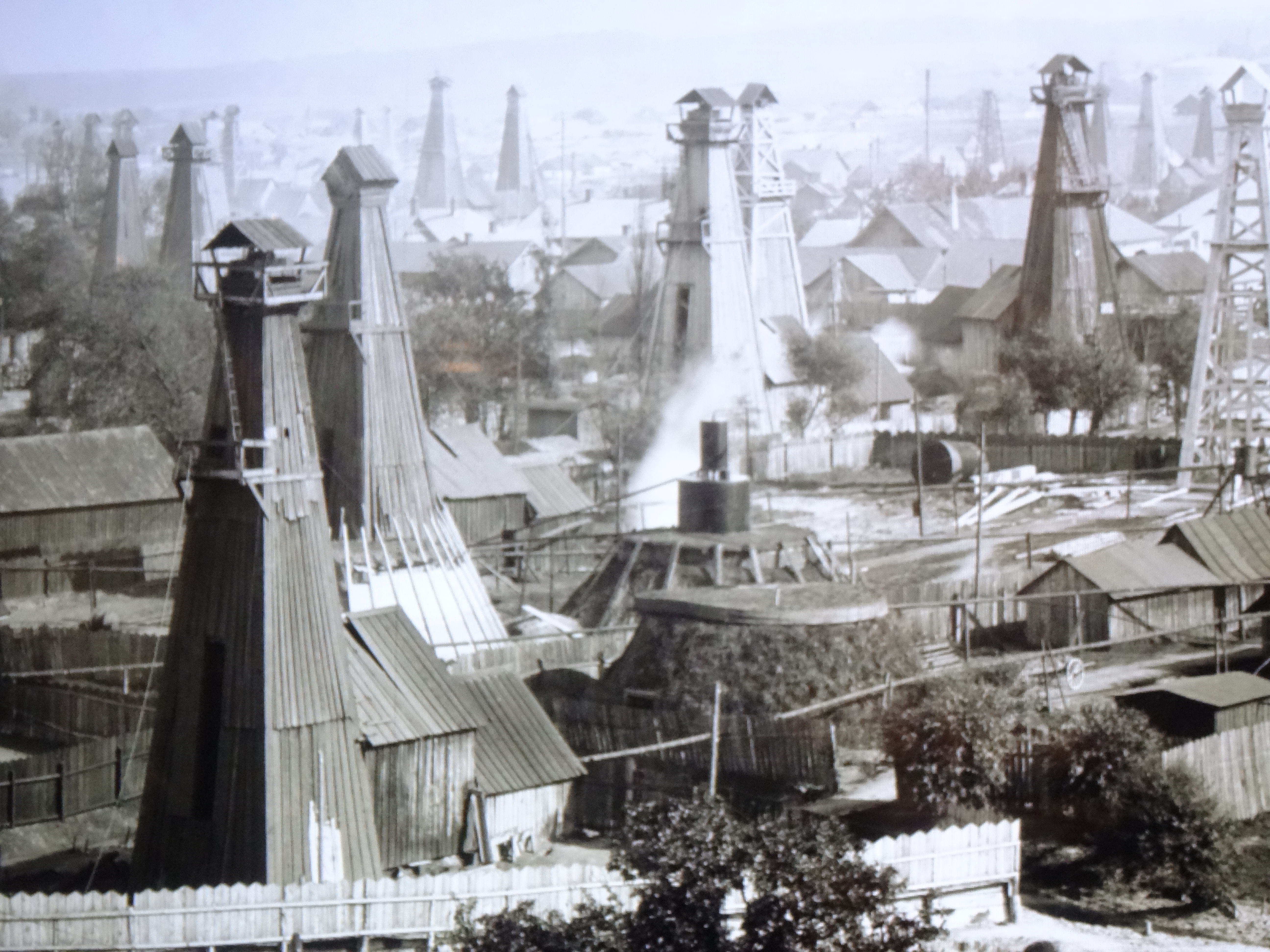
ボリスラフの油井

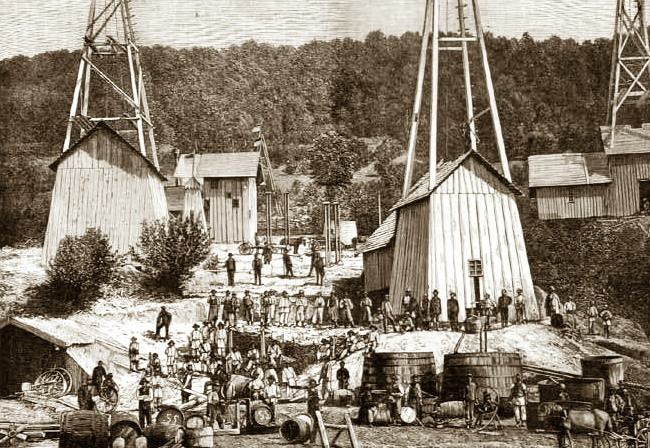
ガリツィアの油井

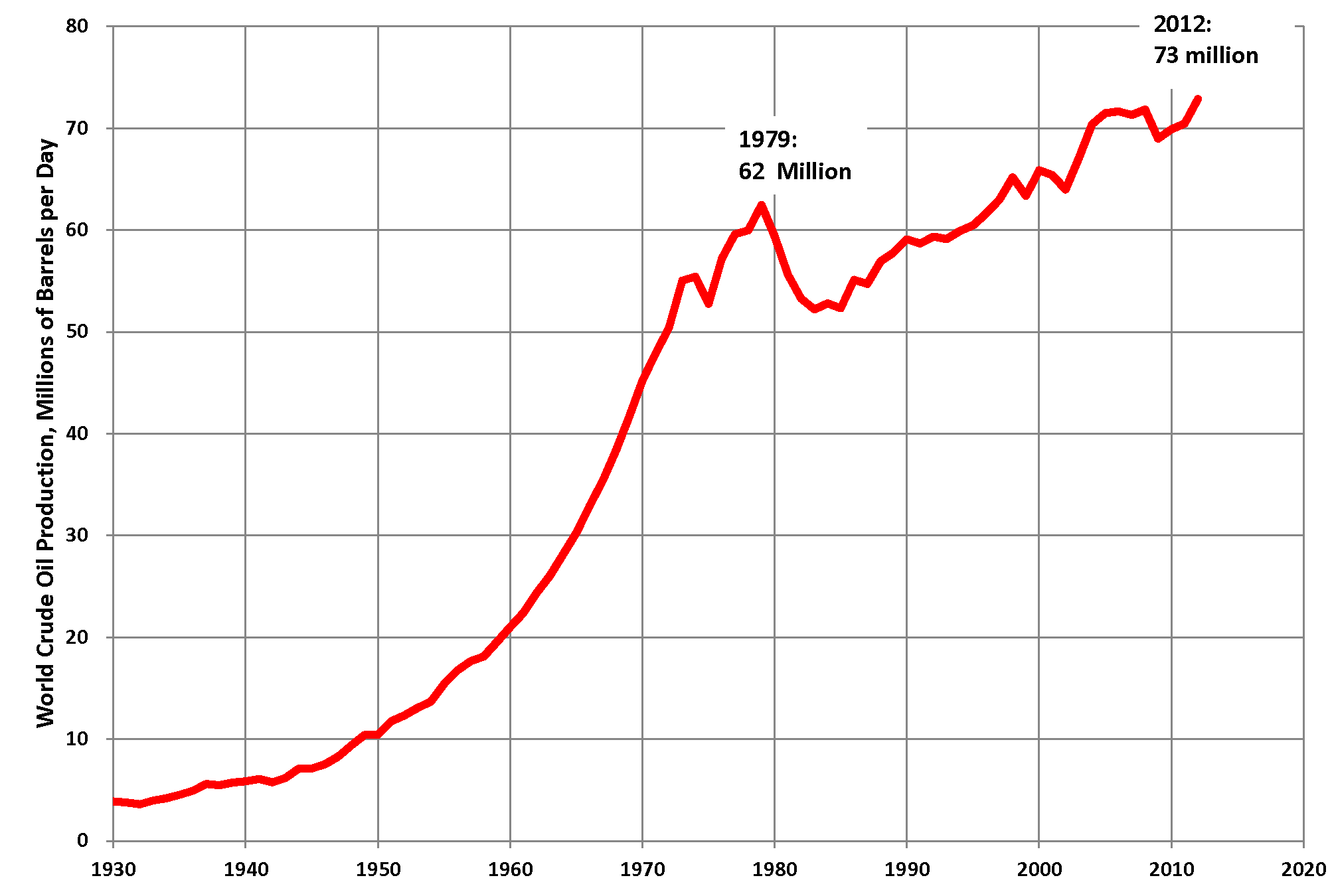
油田からの世界の原油生産（カナダの重質オイルサンドなどの露天掘り油を除く）、1930年から2012年

ロシア帝国は1825年に3,500トンの石油を生産し、19世紀半ばまでにその生産量を2倍にした。1846年に現在のアゼルバイジャンにあたる地域で石油掘削が始まり、その後、バクーから伸びる2つの大きなパイプラインが建設された：全長833kmのカスピ海から黒海のバトゥミ港に石油を輸送するためパイプライン（バクー-バトゥミパイプライン）は1906年に完成した。もうひとつは全長162kmでチェチェンからカスピ海へのパイプラインである。アゼルバイジャンでの石油産業の始まりはアルメニア人によるものであり、最初に石油を採掘したのはイワン・ミルゾエフだった。彼はバクー石油産業の父の一人である 。
20世紀が始まった時、ロシア帝国の石油生産量は、ほぼ完全にカスピ海のアブシェロン半島からのものであり、世界の生産量の半分を占め、国際市場を支配していた。1884年には200近くの小規模製油所がバクーの郊外で操業していた。これら初期の開発の副作用として、アプシェロン半島は世界的な「最古の石油汚染と環境破壊の遺産」ともなった。
1846年、バクー（Bibi-Heybat集落）では、石油探査のため、21メートルの深さまでパーカッション工法で最初の油井が掘削された。
1878年、ルートヴィヒ・ノーベルとノーベル兄弟産油会社は、最初の石油タンカーをカスピ海で就役させ、「石油輸送に革命をもたらした」
1853年にサミュエル・キアーはピッツバーグのセブンスアベニューの、グラント・ストリートとの交差点付近にアメリカ初の石油精製所を建てた。
イグナツィ・ウカシェヴィチは、1854年から56年にかけて、現在のポーランドのヤスウォ（当時はオーストリアの構成要素であるガリツィア・ロドメリア王国のガリツィア地方）の近くに最初の近代的な石油精製所の1つを建設した。精製燃料の需要が限られていたため、ガリシアの製油所は当初は小規模だった。精製された製品は、イグナツィの灯油ランプに加えて、人工アスファルト、機械油、潤滑油に使用された。灯油ランプの人気が高まるにつれ、この地域では精製産業が成長した。
カナダで最初の商用油井は、1858年に現在のオンタリオ州に位置するオイルスプリングスで操業を開始した。ビジネスマンのジェームズ・ミラー・ウィリアムズは、1855年から1858年の間にいくつかの油田を掘って、地下4メートルの深さから豊富な石油を掘り当てた 。ウィリアムズは1860年までに150万リットルの原油を採掘し、その多くを灯油ランプ用に精製した。一部の歴史家は、ペンシルベニア州の有名なドレーク油田が大陸初の油田であると主張している。しかし、ウィリアムズの方が北米初だとする証拠がある。特に、ドレーク油田では1859年8月28日まで産油しなかった。物議を醸す点は、ウィリアムズが岩盤の上に石油を見つけたのに対し、エドウィン・ドレークの石油は岩盤貯留層内にあるということかもしれない。オイルスプリングスでの発見は、何百人もの投機家と労働者をこの地域に引き寄せる石油ブームを起こした。
1862年1月16日、地元の石油会社ジョン・ショーが158フィート（48 m）の深さで石油を掘り当てたとき、カナダで最初の流動性の油が噴出した。1週間、石油は1日あたり3,000バレルもの量で自噴し続けた。
20世紀の第1四半期に、米国は世界最大の石油生産国としてロシアを追い抜いた。1920年代までに、カナダ、ポーランド、スウェーデン、ウクライナ、米国、ペルー、ベネズエラを含む多くの国で油田が開設された。
最初に成功した石油タンカーであるゾロアスターZoroasterは、ルートヴィヒ・ノーベルによって1878年にスウェーデンで建造され、バクーからアストラハンまで運行していた。1880年代には多数の新しいタンカーの設計の進歩が起きた。
1930年代初頭、テキサコは、メキシコ湾の汽水沿岸地域で海底油田を掘削するための最初の移動式鋼製バージを開発した。1937年、Pure Oil Company （現在はシェブロンの一部）とそのパートナーであるSuperior Oil Company （現在はエクソンモービルの一部）は、固定プラットフォームを使用してカルカシュー郡 (ルイジアナ州)沖合1マイル（1.6 km）の海底14フィート (4.3 m)の油田を開発した。1947年初頭、Superior Oilはルイジアナ州のバーミリオンの約18マイル沖合で水深20フィート (6.1 m)の石油プラットフォームを建設した。
Kerr-McGee Oil Industriesは、パートナーのPhillips Petroleum （ コノコフィリップス ）とStanolind Oil＆Gas （ BP ）のオペレーターとして、1947年11月に歴史的なShip Shoal Block 32を完成させた。これは、Superiorが実際にVermilionプラットフォームからさらに沖合で発見を行う数か月前のことである。いずれにせよ、それはカー・マギー社のメキシコ湾、カーマックNo. 16をうまく作り、最初の石油発見は土地の見えないところで掘削された 。
メキシコ湾の44の試掘井が、1949年末までに11の油田と天然ガス田を発見した。
第二次世界大戦（1939年から1945年）の間、ルーマニア、バクー、中東、オランダ領東インドからの石油供給のコントロールは連合国の最終的な勝利に大きな役割を果たした。イランへの英ソ侵攻（1941年）は、中東における石油生産の連合国の支配を確保した。エーデルワイス作戦は、確保に失敗したコーカサスのために油田を軸ルーマニアが奪われながら、1942年に軍のドイツ国防軍へのアクセスのプロイェシュティ1944年8月から油田を。（特に潜水艦作戦を通じて）東インドの石油供給を遮断することは、戦争の後半に日本をかなり弱体化させた。
第二次世界大戦が終わった後、中東の国々は米国からの石油生産で主導権を握った。第二次世界大戦以降の重要な進展には、深海掘削、掘削船の導入、石油タンカーとパイプラインに依存する石油の世界的な輸送ネットワークの成長が含まれる。1949年、アゼルバイジャン沖のカスピ海にあるオイルロックス（ネフトダシュラリ）での最初の海洋石油掘削により、最終的にはパイロンの上に都市が建設された。1960年代と1970年代には、産油国のOPECとOAPECの国際組織が、石油価格と政策の設定において主要な役割を果たした。流出油とその浄化は、政治的、環境的、経済的重要性を増す問題になっている。シベリア、サハリン、ベネズエラ、北アフリカ、西アフリカなどで炭化水素生産の新しい分野が開発された。
水圧破砕やその他の水平掘削技術の出現により、シェール（頁岩）からの生産量が大幅に増加した。ペルム盆地やイーグルフォードなどの頁岩地域は、米国最大の石油会社の活動が集中する一大地帯となっている。

## 構造
アメリカ石油協会は、石油産業を次の5部門に分けている。

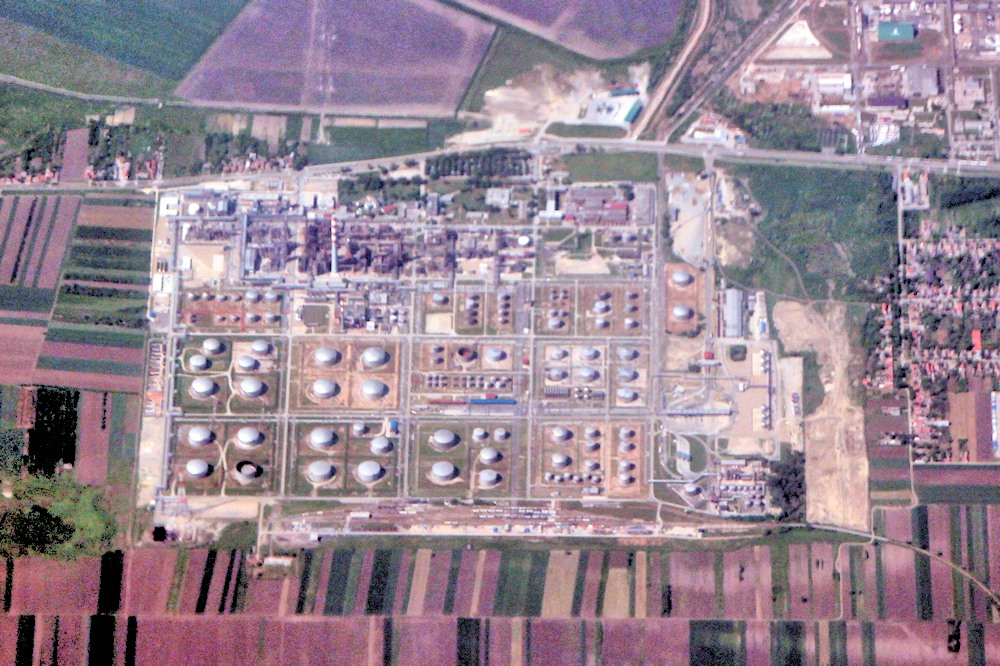
セルビア、パンチェヴォのNIS製油所

- 上流（アップストリーム。原油と天然ガスの探査、開発および生産）
- 下流（ダウンストリーム。製油所、タンクローリー、小売業者、消費者まで）
- パイプライン
- 海洋（石油タンカー、港湾、流出油対策など）
- サービスと供給（必要な機器の設計・製造・販売・運用、エンジニアリング）

### 上流（アップストリーム）
石油会社は、売上高によって「スーパーメジャー」（BP、シェブロン、エクソンモービル、コノコフィリップス、シェル、Eni、トタルエナジーズ）、「メジャー」、「インディペンデント」または「ジョバー」に分類されていた。しかし、近年、国営石油会社（NOC。これに対して国際石油会社はIOCと呼ぶ）が最大の石油埋蔵量に対する権利を有するようになった。この基準では、上位10社はすべてNOCである。次の表は、10大国営石油会社のランキングであり、順位は埋蔵量 および2012年の生産量によっている。
| 順位                                                                                   | 会社（国籍）   | 石油総埋蔵量（10 9 bbl） | 天然ガス総埋蔵量（10 12 ft 3 ） | 石油換算バレルの総埋蔵量（10 9 bbl） |  | 会社（国籍）         | 生産能力（百万バレル/日） [1] |
| -------------------------------------------------------------------------------------- | -------------- | ------------------------ | ------------------------------- | ------------------------------------ |  | -------------------- | ----------------------------- |
| 1                                                                                      | サウジアラムコ | 260                      | 254                             | 303                                  |  | サウジアラムコ       | 12.5                          |
| 2                                                                                      | NIOC           | 138                      | 948                             | 300                                  |  | NIOC                 | 6.4                           |
| 3                                                                                      | カタール石油   | 15                       | 905                             | 170                                  |  | エクソンモービル     | 5.3                           |
| 4                                                                                      | INOC           | 116                      | 120                             | 134                                  |  | ペトロチャイナ       | 4.4                           |
| 5                                                                                      | PDVSA          | 99                       | 171                             | 129                                  |  | BP                   | 4.1                           |
| 6                                                                                      | ADNOC          | 92                       | 199                             | 126                                  |  | ロイヤルダッチシェル | 3.9                           |
| 7                                                                                      | ペメックス     | 102                      | 56                              | 111                                  |  | ペメックス           | 3.6                           |
| 8                                                                                      | NNPC           | 36                       | 184                             | 68                                   |  | シェブロン           | 3.5                           |
| 9                                                                                      | NOC            | 41                       | 50                              | 50                                   |  | クウェート石油公社   | 3.2                           |
| 10                                                                                     | ソナトラック   | 12                       | 159                             | 39                                   |  | ADNOC                | 2.9                           |
| ^1生産能力は、天然ガスの生産も石油換算で計上している（両方を生産する企業については）。 |                |                          |                                 |                                      |  |                      |                               |

アップストリームの実作業、油田または油井での実務は、たいていは採掘会社や油田サービス会社に契約で外注されている。
上流部門を支配する国営石油会社群の他に、多数の国際企業が市場シェアを持っている。例としては： 
- BGグループ（英語版）[29]
- BHPビリトン
- コノコフィリップス
- シェブロン
- Eni
- エクソンモービル
- OMV
- ヘス・コーポレーション（Hess Corporation）
- マラソンオイル（英語版）
- トタル
- トゥローオイル（英語版）
- First Texas Energy Corp

### 中流
中流事業は下流部門に分類されることもあるが、これらの事業は石油産業の個別の部門を構成する。中流部門には、次のものが含まれる。
- 集油：集油プロセスでは、狭い低圧パイプラインを使用して、石油およびガス生産井をより大規模な長距離パイプラインまたは処理施設に接続する[30]。
- 精製/処理：精製によって、原油およびガスを市場性のある製品に変える。原油の場合には、これらの製品は、灯油、ガソリン、ジェット燃料、ディーゼル油などである[31]。石油精製プロセスには、蒸留、減圧蒸留、接触改質、接触分解、アルキル化、異性化、水素化脱硫処理が含まれる。天然ガス処理には圧縮が含まれる。グリコール脱水;アミン処理;製品をパイプライン品質の天然ガスと混合天然ガス液の流れに分離する。混合天然ガス液の流れをその成分に分離する分別。分別プロセスにより、エタン、プロパン、ブタン、イソブタン、および天然揮発油（英語版）が生成される。
- 輸送：石油とガスは、パイプライン、タンカー/バージ、トラック、および鉄道によって、処理施設に輸送され、そこからエンドユーザーに輸送される。パイプラインは最も経済的な輸送方法であり、たとえば大陸を横断して長距離を移動するのに最も適している[32]。タンカーとバージは、遠距離、多くの場合国際輸送にも使用される。鉄道やトラックも長距離で使用できるが、短距離のルートで最も費用効果が高くなる。
- 貯蔵：中流のサービスプロバイダーは、石油およびガスの流通システム全体のターミナルに貯蔵施設を提供する。これらの施設は、ほとんどの場合、精製および処理施設の近くにあり、製品の需要を満たす必要がある場合に出荷を容易にするためにパイプラインシステムに接続されている。石油製品は貯蔵タンクに貯蔵されるが、天然ガスは岩塩ドーム洞窟や枯渇した貯水池などの地下施設に貯蔵される傾向がある。
- 技術的アプリケーション：中流サービスプロバイダーは、中流プロセス中の効率を改善するために技術ソリューションを適用する。燃料の圧縮中にテクノロジーを使用して、パイプラインを通る流れを容易にすることができる。パイプラインのリークをより適切に検出するため。パイプラインと機器の監視を改善するために通信を自動化する。

一部の上流企業は特定の中流事業を行っているが、中流セクターはこれらのサービスを専門とする多くの企業によって支配されている。中流企業は次のとおりである。
- Aux Sable
- Bridger Group
- DCP Midstream Partners
- エンブリッジ（英語版）
- エンタープライズ・プロダクツ・パートナーズ（英語版）
- Genesis Energy
- Gibson Energy
- Inergy Midstream
- Kinder Morgan Energy Partners
- Oneok Partners
- Plains All American
- Sunoco Logistics
- Targa Midstream Services
- Targray Natural Gas Liquids
- TransCanada
- Williams Companies

## 環境への影響

### 水質汚染
一部の石油産業は、精製の副産物や石油流出による水質汚染の原因となっている。水圧破砕法によって天然ガスの産出が大幅に増加したが、このガス抽出によってメタン汚染された水の増加を確認したことを裏付ける証拠がいくつかある。地下タンクや廃業した製油所からの漏出も、周辺地域の地下水を汚染する可能性がある。精製石油を構成する炭化水素は、生分解に耐性があり、汚染された土壌に何年も存在し続けることがわかっている。この分解プロセスを早めるために、石油炭化水素汚染物質のバイオレメディエーションが好気性分解によってしばしば採用される。最近では、ファイトレメディエーションや加熱浄化技術（thermal remediation）など、他の修復法が検討されている 。

### 大気汚染
石油産業は、揮発性有機化合物（VOC）の最大の排出源であり、これは地表オゾン（スモッグ）を生み出す化学物質群である。化石燃料の燃焼により、温室効果ガスやその他の大気汚染物質が副産物として生成される。汚染物質には、窒素酸化物、二酸化硫黄、揮発性有機化合物、重金属などがある。
研究によって、石油化学産業が夏より冬に大量のスモッグを引き起こす可能性があることが発見されている。

### 気候変動
化石燃料による温室効果ガスは地球温暖化を引き起こす。すでに1959年に、アメリカ石油協会がアメリカ石油産業の100周年を記念して主催したシンポジウムで、物理学者のエドワード・テラーが地球規模の気候変動の危険性について警告していた。エドワード・テラーは、「大気中の二酸化炭素は温室効果を引き起こし」、より多くの化石燃料を燃やすと「氷冠を溶かしてニューヨークを沈める」可能性があると述べていた。
1988年に国連によって設立された気候変動に関する政府間パネルは、20世紀半ば以降に観測された気温上昇の大部分は人為的な温室効果ガスが原因であると結論付けている。
気候変動への懸念の結果として、多くの代替エネルギー支持者は、とりわけ太陽や風力などの他のエネルギーを使用するようになっている。この最近の動きについて、業界の真の将来について懐疑的な石油支持者がいる。